# Det våras för slummen
Det våras för slummen (engelska: Life Stinks) är en amerikansk film från 1991 i regi av Mel Brooks.

## Skådespelare
- Mel Brooks ....  Goddard 'Pepto' Bolt
- Lesley Ann Warren ....  Molly
- Jeffrey Tambor ....  Vance Crasswell
- Stuart Pankin ....  Pritchard
- Howard Morris ....  Sailor
- Rudy De Luca ....  J. Paul Getty
- Teddy Wilson ....  Fumes
- Carmen Filpi .... Pops (eleven's up)
- Michael Ensign ....  Knowles
- Matthew Faison ....  Stevens
- Billy Barty ....  Willy
- Brian Thompson ....  Mean Victor
- Raymond O'Connor ....  Yo
- Carmine Caridi ....  Flophouse Owner
- Sammy Shore ....  Reverend at Wedding
- Frank Roman ....  Spanish Interpreter
- Christopher Birt ....  Paramedic